# 華沙大劇院

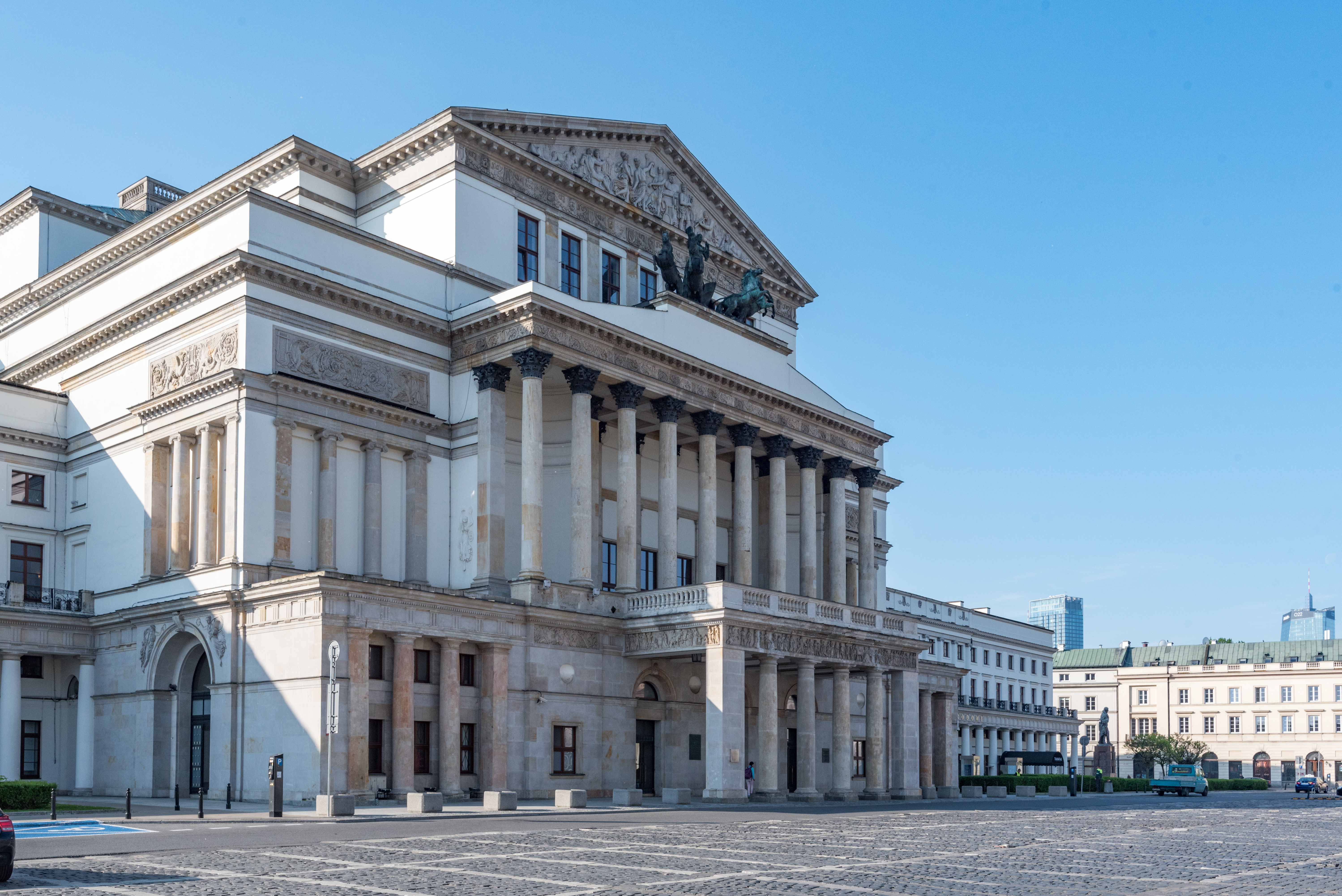
華沙大劇院

華沙大劇院（波蘭語：Teatr Wielki w Warszawie）是位於波蘭首都華沙劇院廣場的一座劇院，也是歐洲規模最大的劇院之一。華沙大劇院開幕於1833年2月24日。在二戰期間，華沙大劇院幾乎完全被毀。在關閉了長達20年之後，華沙大劇院在1965年11月19日重新開放。

## 外部連結
- 官方网站

52°14′35″N 21°00′40″E / 52.243°N 21.011°E